# Chlamydotheca elegans
Espèce
Chlamydotheca elegans est une espèce de crustacés de la classe des ostracodes, de la sous-classe des Podocopa, de l'ordre des Podocopida, du sous-ordre des Cypridocopina et de la famille des Cyprididae.
Elle est trouvée en eau douce en Colombie. 